# 青塚町
青塚町（あおつかちょう）は、愛知県津島市の地名。現行行政地名は青塚町1丁目から青塚町6丁目。

## 地理
津島市北東部に位置する。南は牧野町・寺野町・葉苅町、東から北はあま市、西は愛西市に接する。

## 歴史

### 沿革
- 戦国時代 - 尾張国海東郡内の青塚郷として記録に残り、天正年間には佐々八郎太郎の所領が所在したとされる[1]。
- 江戸時代 - 尾張藩領清須代官所支配の青塚村として所在した[1]。
- 1889年（明治22年） - 合併に伴い、野間村大字青塚となる[1]。
- 1906年（明治39年） - 合併に伴い、神守村大字青塚となる[1]。
- 1955年（昭和30年）1月1日 - 合併に伴い、津島市青塚町となる[1]。

## 世帯数と人口
2018年（平成30年）1月1日現在の世帯数と人口は以下の通りである。
| 町丁   | 世帯数  | 人口    |
| ------ | ------- | ------- |
| 青塚町 | 432世帯 | 1,026人 |

### 人口の変遷
国勢調査による人口の推移
| 1995年（平成7年）  | 1,261人 | [ WEB 5 ] |  |
| 2000年（平成12年） | 1,173人 | [ WEB 6 ] |  |
| 2005年（平成17年） | 1,114人 | [ WEB 7 ] |  |
| 2010年（平成22年） | 1,079人 | [ WEB 8 ] |  |
| 2015年（平成27年） | 1,041人 | [ WEB 9 ] |  |

## 学区
市立小・中学校に通う場合、学区は以下の通りとなる。また、公立高等学校に通う場合の学区は以下の通りとなる。
| 番・番地等 | 小学校             | 中学校             | 高等学校 |
| ---------- | ------------------ | ------------------ | -------- |
| 全域       | 津島市立蛭間小学校 | 津島市立神守中学校 | 尾張学区 |

## 交通
- 名古屋鉄道
TB 津島線 青塚駅[3]

## 施設
- 津島市営青塚団地[3]
- 八幡神社[3]
- 白山社[3]
- 真宗大谷派福泉寺[3]

## その他

### 日本郵便
- 郵便番号 : 496-0001[WEB 3]（集配局：津島郵便局[WEB 12]）。

### WEB
1. ↑  “愛知県津島市の町丁・字一覧”.   人口統計ラボ. 2019年6月24日閲覧。
2. 1 2  “津島の統計（平成30年4月1日） - No.2 人口”.   津島市 (2018年5月30日). 2019年6月24日閲覧。
3. 1 2  “郵便番号”.  日本郵便. 2019年6月24日閲覧。
4. ↑  “市外局番の一覧”.   総務省. 2019年6月24日閲覧。
5. ↑  総務省統計局 (2014年3月28日). “平成7年国勢調査の調査結果(e-Stat) - 男女別人口及び世帯数 －町丁・字等”. 2019年3月23日閲覧。
6. ↑  総務省統計局 (2014年5月30日). “平成12年国勢調査の調査結果(e-Stat) - 男女別人口及び世帯数 －町丁・字等”. 2019年3月23日閲覧。
7. ↑  総務省統計局 (2014年6月27日). “平成17年国勢調査の調査結果(e-Stat) - 男女別人口及び世帯数 －町丁・字等”. 2019年3月23日閲覧。
8. ↑  総務省統計局 (2012年1月20日). “平成22年国勢調査の調査結果(e-Stat) - 男女別人口及び世帯数 －町丁・字等”. 2019年3月23日閲覧。
9. ↑  総務省統計局 (2017年1月27日). “平成27年国勢調査の調査結果(e-Stat) - 男女別人口及び世帯数 －町丁・字等”. 2019年3月23日閲覧。
10. ↑  “学校区について”.   津島市 (2015年1月30日). 2019年6月24日閲覧。
11. ↑  “平成29年度以降の愛知県公立高等学校（全日制課程）入学者選抜における通学区域並びに群及びグループ分け案について”.   愛知県教育委員会 (2015年2月16日). 2019年1月14日閲覧。
12. ↑  “郵便番号簿 2018年度版” (PDF).   日本郵便. 2019年6月10日閲覧。

### 書籍
1. 1 2 3 4 5 6  「角川日本地名大辞典」編纂委員会 1989, p. 70.
2. 1 2  「角川日本地名大辞典」編纂委員会 1989, p. 1723.
3. 1 2 3 4 5  「角川日本地名大辞典」編纂委員会 1989, p. 1724.